# دفتر مدرسي

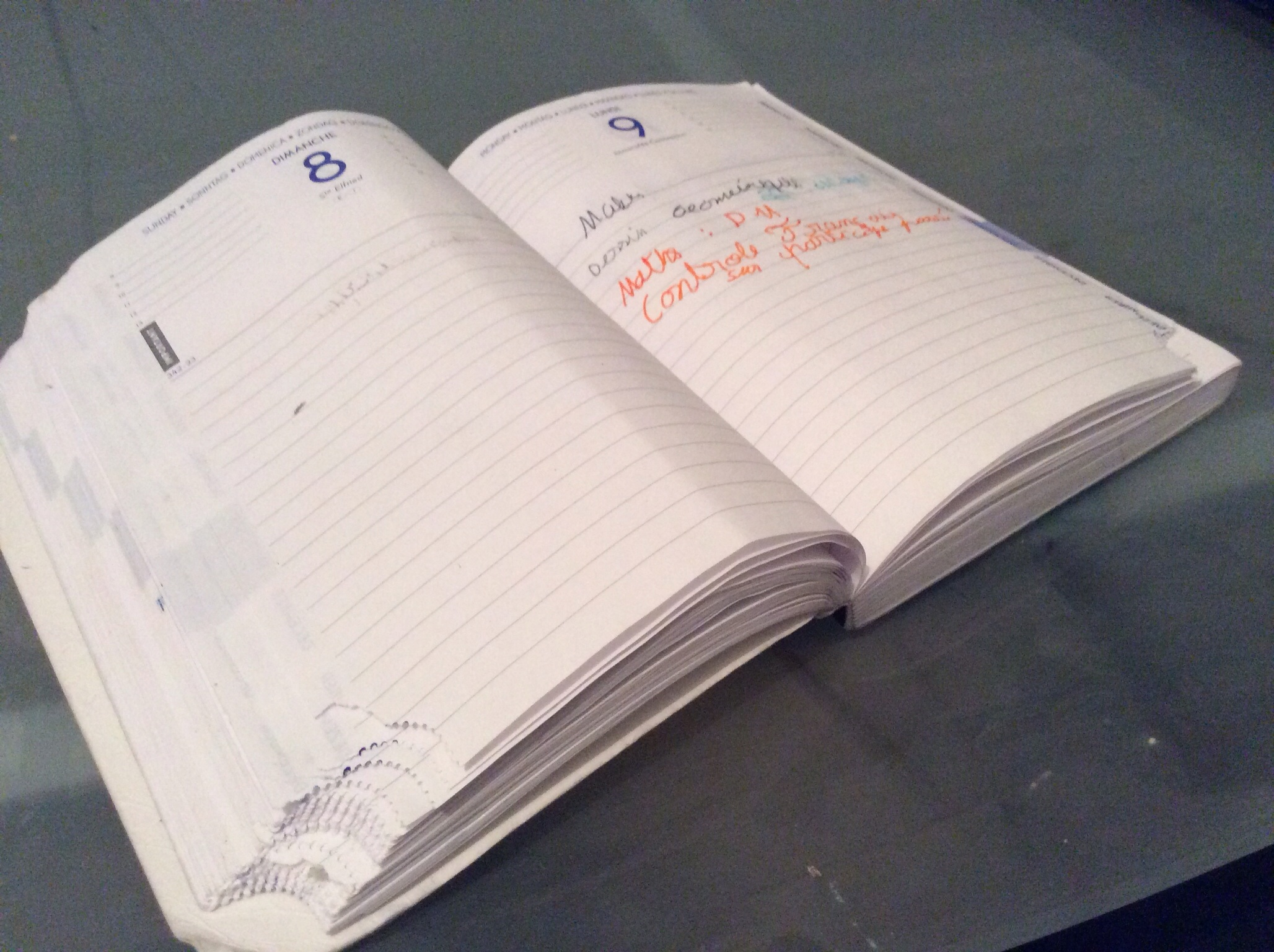
دفتر مدرسي في العصر المعاصر هذا.

الـدفتر المدرسي أو الدفتر الدراسي أو دفتر تدريسي أو دفتر الدروس (بالإنجليزية:  exercise book)‏ هو دفتر يضم كل المعلومات الأساسية في مجال دراسي أو تدريبي معين.،وعادة ما يستعمله تلاميذ الـمـدارس كأساسي للمعلومات ليكمل ما يقدمه المعلم والأستاذ. عادة ما يكون الدفتر على شكله الورقي (التقليدي)، غير أن التقنيات الحديثة توفره على شكل إلكتروني وفي وسائط عدة.